# Lidia Flaqué
Lidia Flaqué Centellas (Barcelona, España; 26 de mayo de 1956) es una exnadadora, exwaterpolista y dirigente deportiva española. 

## Biografía

### Vida personal
Lidia Flaqué es licenciada en Ciencias de la Educación. Especialista en gestión deportiva, es técnica del Institut Barcelona Esports del Ayuntamiento de Barcelona. Es hermana de la también exnadadora y exwaterpolista Laura Flaqué y madre de la medallista olímpica de waterpolo Ona Meseguer.

### Trayectoria deportiva
Desarrolló su carrera como nadadora en el Club Natació Montjuïc. Especialista en pruebas de medio fondo, ganó tres Campeonatos de España de Verano en 800 m libre (1971, 1973 y 1974). En aguas abiertas destacan en su palmarés victorias como la travesía al lago de Bañolas (1973).
Fue también una de las pioneras del waterpolo femenino español. A principios de los años 1980 fue una de las impulsoras del equipo femenino del CN Montjuïc, junto con su hermana Laura y otras nadadoras del club. Posteriormente tomó las riendas del equipo como entrenadora.

### Como directiva
En 1989, con la creación de la primera selección femenina de waterpolo de España, fue nombrada delegada del equipo nacional, cargo que ocupó hasta 1993, y posteriormente entre 1997 y 2008. En esta segunda etapa vivió la primera medalla internacional del waterpolo femenino español, con un subcampeonato en el Europeo de 2008.
En 2008 ingresó en la junta directiva de la Federación Catalana de Natación como presidenta de la comisión de waterpolo, cargo que desempeñó durante una década. Desde ese puesto fue una de responsables de los Mundiales de Natación celebrados en Barcelona en 2003 y 2013, como directora de la competición de waterpolo femenino. Posteriormente ha seguido en la junta directiva de la federación como secretaria.